# Markt 2 (Stolberg)

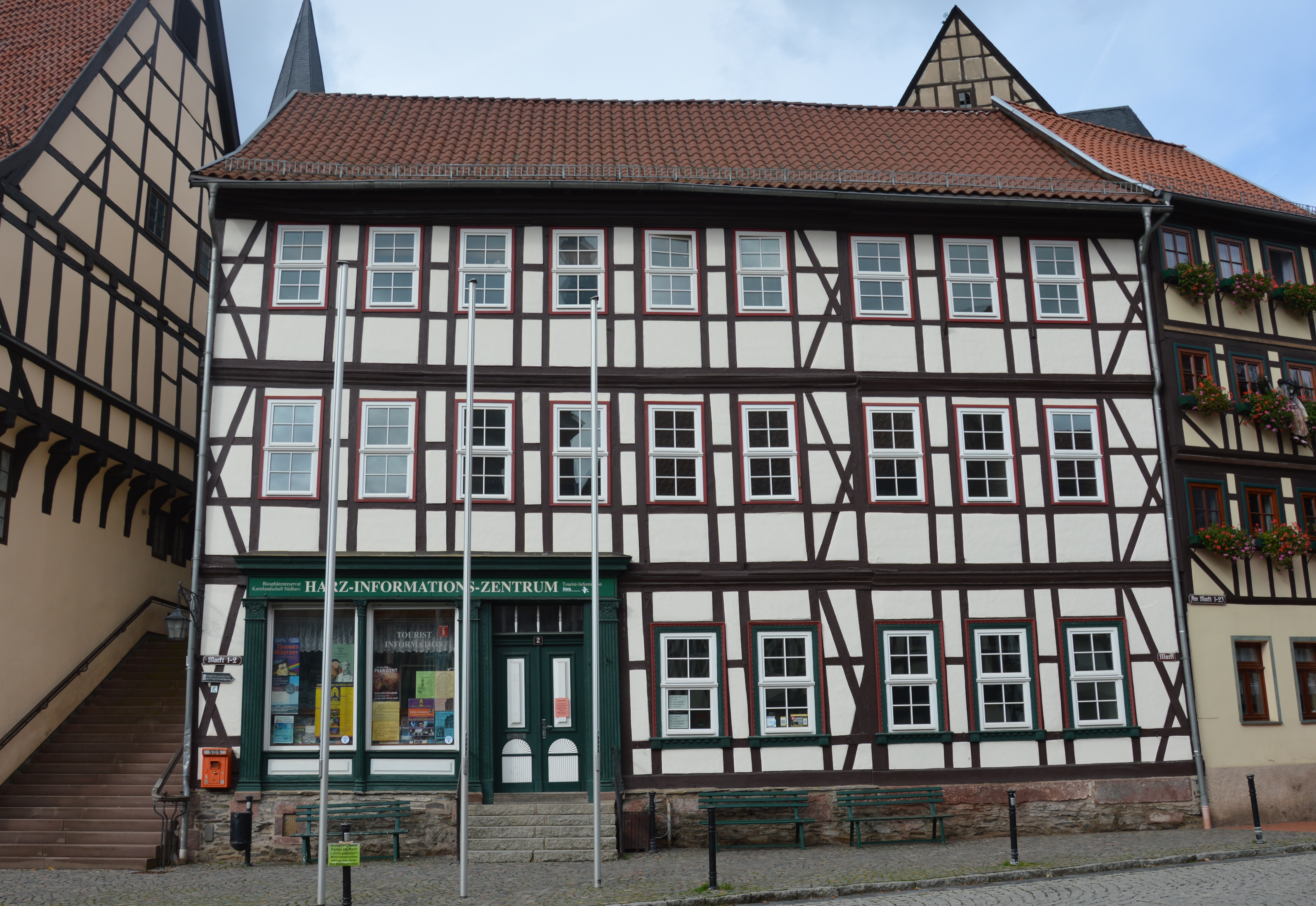
Haus Markt 2

Das Haus Markt 2 ist ein denkmalgeschütztes Wohnhaus in Stolberg (Harz) in der Gemeinde Südharz in Sachsen-Anhalt.

## Lage
Es befindet sich auf der Nordseite des Marktes der Stadt in der Altstadt von Stolberg. Westlich befindet sich das Rathaus Stolberg (Harz).

## Architektur und Geschichte
Das große dreigeschossige Fachwerkhaus entstand in der zweiten Hälfte des 18. Jahrhunderts in zwei Abschnitten. Wie für Fachwerkbauten dieser Zeit typisch ist die Gestaltung der Fachwerkelemente deutlich vereinfacht. Zugleich ist die Fassade durch eine Vielzahl von dicht zueinander gesetzten Fenstern geprägt. Das Erdgeschoss des auf einem Sockel errichteten Hauses ist über eine Freitreppe erreichbar. Auf der linken Seite des Erdgeschosses befindet sich ein Ladeneinbau mit bemerkenswerter wohl aus dem zweiten Viertel des 19. Jahrhunderts stammender Rahmung des Schaufensters und der Tür. Im Ladengeschäft ist die örtliche Touristeninformation (Stand 2017) untergebracht.
Zwischen dem Gebäude und dem Rathaus führt eine große Treppe steil zur Sankt-Martini-Kirche hinauf. Von dieser Treppe besteht ein direkter Zugang zum ersten Obergeschoss des Hauses. Dieser Eingang ist mit einer Tür in Formen des Jugendstils versehen.
Im örtlichen Denkmalverzeichnis ist das Wohnhaus seit dem 6. April 2000 unter der Erfassungsnummer 094 30417 als Baudenkmal verzeichnet. Der Wohnhaus gilt als kulturell-künstlerisch sowie städtebaulich bedeutsam.